# Archambault Ridge
Archambault Ridge ist Bergkamm im ostantarktischen Viktorialand. Er ragt in der Deep Freeze Range des Transantarktischen Gebirges zwischen dem Rainey- und dem Recoil-Gletscher auf.
Der United States Geological Survey kartierte ihn anhand eigener Vermessungen und mittels Luftaufnahmen der United States Navy zwischen 1960 und 1964. Das Advisory Committee on Antarctic Names benannte ihn nach Leutnant John Louis Archambault von der US-Navy, medizinischer Offizier auf der McMurdo-Station im Jahr 1967.